# Essertines-en-Donzy
Essertines-en-Donzy – miejscowość i gmina we Francji, w regionie Owernia-Rodan-Alpy, w departamencie Loara.
Według danych na rok 1990 gminę zamieszkiwało 397 osób, a gęstość zaludnienia wynosiła 57 osób/km² (wśród 2880 gmin regionu Rodan-Alpy Essertines-en-Donzy plasuje się na 1236. miejscu pod względem liczby ludności, natomiast pod względem powierzchni na miejscu 1360.).